# 何家英
何家英（1957年—），男，籍贯河北任丘，生于天津，中国当代工笔画家，中国美术家协会副主席、天津美术学院教授、博士生导师，天津市文史研究馆馆员。第九、十、十一届全国政协委员。

## 生平
1980年毕业于天津美术学院并留校任教。

## 社会兼职
2008年，当选第十一届全国政协委员，代表无党派人士，分入第十四组。